# Portraits de Jean Paulhan
Les  Portraits de Jean  Paulhan sont les éléments d'une série d'environ 20 à 27 portraits, réalisés par Jean Dubuffet dont le sujet est Jean Paulhan. Dubuffet a échangé une volumineuse correspondance avec Paulhan dont il est l'ami depuis leur voyage en Suisse, début 1945, où Paulhan a fait découvrir au peintre des artistes marginaux dont le travail sera réuni par Dubuffet dans sa collection, sous le nom d'Art brut.

## Contexte
Jean Paulhan s'est prêté à des  poses dès 1945, Jean Dubuffet lui envoyait parfois ses esquisses. C'est également Jean Paulhan qui lui envoie des « modèles » : écrivains de son cercle d'amis, parmi lesquels Francis Ponge, que Dubuffet prétend ne pas aimer « autant que Jean », mais dont il fera une grande quantité de portraits : Ponge feu follet noir, Francis Ponge jubilation, Ponge plâtre meringué, Ponge hilare (60,5 × 45,5 cm), Stedelijk Museum Amsterdam, Francis Ponge transfiguré, ou Francis Ponge traits à l’encre.
C'est encore Jean Paulhan qui présente René Drouin à Dubuffet. Cette galerie expose l'ensemble des Portraits par Dubuffet, en 1947. Mais les œuvres de Dubuffet y sont exposées dès 1945, place Vendôme, et c'est encore Jean Paulhan qui organise l'exposition du 20 octobre au 18 novembre 1945.

## Les Portraits de Jean Paulhan
Parmi ces œuvres qui portent toutes le titre Portrait de Jean Paulhan, on peut localiser une des toutes premières : Portrait de Jean Paulhan (1945), dessin, encre de Chine (38 × 32 cm), musée des arts décoratifs de Paris, donation Jean Dubuffet. Jean Paulhan y a une tête longue, tout le contraire de sa tête réelle, que Dubuffet traite ensuite en « boule de billard chevelue ») dans le Portrait de Jean Paulhan (1946), huile et acrylique sur masonite (108,9 × 88,9 cm), Metropolitan Museum of Art (New York), encore intitulé Maast à la crinière à la Fondation Dubuffet. Une encre sur papier, Portrait de Jean Paulhan a été adjugée chez Christie's en 2009.